# Schweizer Schachmuseum

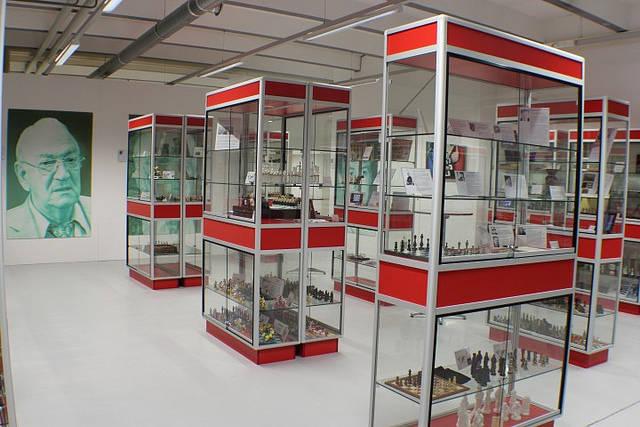
Ausstellungsraum

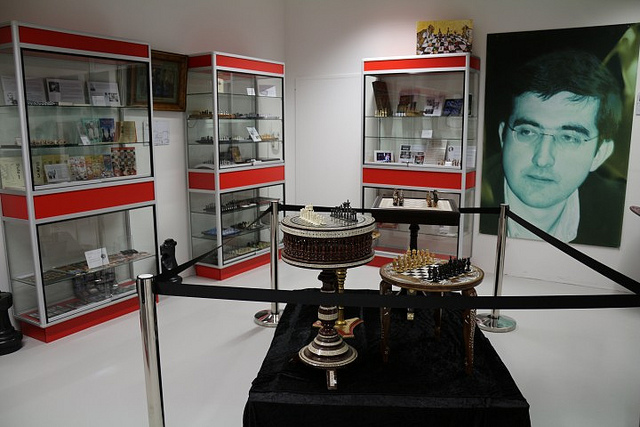
Ausstellungsobjekte

Das Schweizer Schachmuseum ist ein Museum in der Zentralschweiz. Die Sammlung zum Thema Schach umfasst rund 32'000 Exponate: Schachfiguren, Briefmarken, Uhren, Bücher und viele andere thematische Objekte. Es wird in privater Trägerschaft von Werner Rupp betrieben, der auch der Präsident des Schachklubs Luzern ist.
Eröffnet wurde das Museum am 15. Dezember 2012 in Kriens. Nach einer Zwischenstation in Horw zog das Museum 2019 nach Luzern in die Neustadtstrasse und 2020 (während der Corona-Pandemie) nach Rain. Es musste dort bereits im Oktober 2021 wegen ausstehenden Mieten schliessen. Das Museum eröffnete in Malters nach einer Zwangspause von drei Jahren in neuen Räumlichkeiten.
In rund 50 Vitrinen werden über 900 Schachspiele gezeigt, und zusätzlich Wissenswertes zur Herkunft des Schachspiels, Spielarten wie etwa Blinden-Schach, Schach und Musik, Schach und Numismatik oder zu Schachcomputern vermittelt. Besucher des Museums haben auch die Gelegenheit, eine Partie Schach gegen andere Besucher oder gegen den Computer zu spielen.